# Fernando Henrique Cardoso
Fernando Henrique Cardoso (Rio de Janeiro, 18 de juny de 1931) és un polític i sociòleg brasiler, president de la república en dos períodes constitucionals: de 1995 a 1999, i des d'aquest any fins al 2003.

## Biografia
Nascut el 18 de juny a la ciutat de Rio de Janeiro, residí des de ben petit a la ciutat de Sao Paulo. Graduat per la Universitat de São Paulo, d'on va esdevenir professor de ciències polítiques i sociologia.
Va ser autor juntament amb Enzo Faletto d'un text molt important dintre de les ciències socials llatinoamericanes "Dependencia y desarrollo en America Latina Ensayo de interpretación sociológica" publicat l'any 1969.

## Vida política
És cofundador i president honorífic del Partit de la Social Democràcia Brasilera o PSDB (en portuguès: Partido da Social Democracia Brasileira). Mentre Brasil va estar sota un govern militar, Cardoso, que en aquell temps era professor de sociologia a la universitat, fou expulsat del país. Quan va tornar va esdevenir un dels més importants membres de les campanyes que demanaven el retorn de la democràcia i del respecte dels drets humans.
L'any 1982, el senador Franco Montoro va guanyar les eleccions legislatives paulistes. Cardoso va ocupar l'escó vacant al Senat del Brasil, tenint el privilegi de formar part de l'Assemblea Nacional Constituent de 1987. Abans, el 1985, va pretendre l'alcaldia de São Paulo, però fou derrotat en les urnes per l'expresident Jánio Quadros.
Va ser Ministre de Relacions Exteriors i després Ministre d'Hisenda en el govern del president Itamar Franco, sent un dels creadors de l'anomenat Plano Real, que era un programa econòmic ideat per a substituir la moneda per a contenir l'enorme inflació que assotava el país. Aquest èxit amb el temps li va valer obtenir la presidència i en les eleccions de 1994 va tenir el suport del President Franco per esdevenir candidat.
En el seu govern va iniciar una política neoliberal com succeïa en la dècada del 1990 als països de gairebé tota Amèrica Llatina, continuant en gran part amb l'obertura econòmica que havia començat uns anys abans. Amb l'èxit del pla econòmic, Cardoso va tenir el suport suficient per a canviar la Constitució per tal de poder-se presentar novament a la Presidència de la República. El 1998 Cardoso va enfrontar-se a Luiz Inácio Lula da Silva, com havia passat el 1994, i el va derrotar novament.
En el seu segon mandat hagué d'enfrontar-se a diverses crisis econòmiques mundials, que van afectar l'economia del país i la d'altres països d'Amèrica del Sud (conegut com efecte Caipirinha) i van col·locar en risc el triomf del real, també hi va haver una crisi energètica que va fer disminuir la popularitat del President.
L'any 2000 fou guardonat amb el Premi Príncep d'Astúries de Cooperació Internacional «per la seva tasca, dins i fora del Brasil, en favor de l'enfortiment dels valors democràtics, el perfeccionament de les institucions i la cerca del progrés i el benestar de la població».
En les eleccions de 2002, José Serra —el candidat del seu partit— va ser derrotat, i el 2003 va assumir la presidència el petista Luiz Inácio Lula da Silva, màxim representant de l'esquerra brasilera. Des de llavors, Cardoso ha estat columnista de les principals capçaleres del Brasil, s'ha dedicat a impartir seminaris i a dirigir una fundació que duu el seu nom.
El 27 de juny de 2013, va ser escollit membre de l'Academia Brasileira de Letras, convertint-se en el tercer expresident del país en assolir-ne la fita.
- Dècada del 1970
- 1987: dempeus al costat d'Ulysses Guimarães, al Congrés Nacional del Brasil
- 2003: Cedint la faixa presidencial a Lula da Silva
- 2013: Presa de possessió com a membre de l'ABL

## Obra publicada
L'expresident brasiler ha publicat una vintena llarga de llibres, entre els quals destaquen:
- Cardoso, Fernando Henrique. Capitalismo e escravidão no Brasil Meridional: o negro na sociedade escravocrata do Rio Grande do Sul ( PDF) (en portuguès).  São Paulo: Difusão Européia do Livro, 1962 (Corpo e alma do Brasil).
- Cardoso, Fernando Henrique. A arte da política: a história que vivi (en portuguès brasiler).  Civilização Brasileira, 2006. ISBN 978-85-200-0735-8.
- Cardoso, Fernando Henrique; Winter, Brian. O improvável presidente do Brasil: recordações (en portuguès).  Civilização Brasileira, 2013. ISBN 978-85-200-1209-3.
- Cardoso, Fernando Henrique. Charting a New Course: The Politics of Globalization and Social Transformation (en anglès).  Rowman & Littlefield, 2001. ISBN 978-0-7425-0893-4.
- Cardoso, Fernando Henrique. Cartas a Um Jovem Político Para construir um país melhor (en portuguès brasiler).  Leya, 2012-02-28. ISBN 978-972-20-4550-6.
- Cardoso, Fernando Henrique; Foxley, Alejandro. América Latina: Governabilidade, globalização e políticas econômicas para além da crise (en portuguès).  Elsevier, 2009. ISBN 978-85-352-3526-5.

## Condecoracions internacionals
| - Alemanya: Gran Creu clase especial de l'Orde al Mèrit de la República Federal Alemanya - Aràbia Saudita: Collar de l'Orde d'Abd-al-Aziz Al Saüd - Argentina: Collar de l'Orde de San Martín - Bolivia: Collar de l'Orde del Còndor dels Andes - Colòmbia: Collar de l'Orde de Boyacá - Corea del Sud: Orde de Mugunghwa - Costa Rica: Gran Creu de l'Order de Juan Mora Fernández - Dinamarca: Cavaller de l'Orde de l'Elefant - Equador: Collar de l'Orde Nacional al Mèrit - Eslovàquia: Gran Creu de l'Orde de la Doble Creu Blanca - Estats Units: Premi Kluge - Espanya: Collar de l'Orde d'Isabel la Catòlica - Finlàndia: Gran Creu amb Collar de l'Orde de la Rosa Blanca de Finlàndia - França: - Hongria: Gran Creu amb Cadena de l'Orde del Mèrit de la República d'Hongria - Itàlia: Collar de l'Orde al Mèrit de la República Italiana - Japó: Gran Cordó de l'Orde del Crisantem - Malàisia: Receptor honorari de l'Orde de la Corona del Reialme - Mèxic: Collar de l'Orde de l'Àguila Asteca - Panamà: Gran Creu de l'Order of Manuel Amador Guerrero - Paraguai: Gran Creu de l'Orde Nacional al Mèrit | - Perú: - Portugal: - Polònia: - Regne Unit: Cavaller Honorari de la Gran Creu de l'Orde del Bany - Romania: Orde de l'Estrella de Romania - Sud-àfrica: Gran Creu de l'Orde de la Bona Esperança - Surinam: Gran Creu de l'Orde honorari de l'Estrella Groga - Ucraïna: Primera classe de l'Orde del Príncep Iaroslav el Savi - Uruguai: Medalla de la República Oriental de l'Uruguai - Veneçuela: - Xile: Collar de l'Orde al Mèrit de Xile |